# WISE 1541−2250

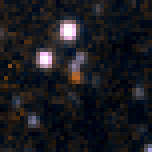
옅은 주황색 점이 WISE 1541−2250이다.

WISE 1541−2250 (WISEPA J154151.66−225025.2)은 분광형 Y0.5의 준갈색왜성 또는 갈색왜성으로, 천칭자리에 위치하며 지구에서 약 18.9광년 떨어져 있다. 이 천체는 2011년에 발견 당시 약 9광년으로 추정되는 거리에서 발견되어 대중의 주목을 받았는데, 이는 지금까지 알려진 갈색 왜성 중 가장 가까운 천체였을 것으로 추측되었었다. WISE 1541−2250은 2009년 12월부터 2011년 2월까지 임무를 수행한 40cm(16인치) 파장의 적외선에서 광역적외선탐사위성(WISE)이 수집한 데이터를 통해 2011년에 발견되었다.
WISE 1541−2250은 별의 가장 차가운 분광형인 Y형 갈색 왜성의 알려진 첫 번째 사례 중 하나이며 온도는 약 350켈빈(약 섭씨 77도/화씨 170도)이다. WISE 1541−2250의 모델링은 의 대기에 물로 이루어진 구름이 있을 수 있음을 보여주었다.